# Otto Nordenskjöld
Pour les articles homonymes, voir Nordenskjöld.
Nils Otto Gustaf Nordenskiöld (ou Nordenskjöld), né à Hässleby dans le Småland le 6 décembre 1869 et mort le 2 juin 1928, est un géologue, géographe et explorateur suédois. Il a principalement assis sa notoriété par ses explorations des pôles.

## Biographie

### Enfance et jeunesse
Issu d'un famille finlando-suédoise (un de ses oncles, Adolf Erik Nordenskiöld, était un explorateur polaire connu), il étudie à l'Université d'Uppsala, où il obtient un doctorat en géologie en 1894. Il devient maître-assistant, puis professeur associé du département de géologie de cette université.

### Premières expéditions
Il mène des expéditions minéralogiques en Patagonie dans les années 1890 et en Alaska et dans les environs du Klondike en 1898.

### Expédition Antarctic
Il commande l'expédition de 1901-1904, conduite par la Suède en Antarctique, à bord du navire Antarctic.
L'expédition se rend d'abord aux îles Malouines avant que le navire, commandé par Carl Anton Larsen, ne dépose l'équipe de Nordenskiöld à Snow Hill Island, une petite île au large de la péninsule Antarctique. Nordenskiöld hiverne sur cette île pendant que le navire Antarctic retourne aux îles Malouines. L'été suivant, alors que Larsen revient vers le sud, toujours à bord du même navire, afin de retrouver Nordenskiöld et ses hommes, il est piégé dans les glaces, qui finissent par broyer sa coque, obligeant l'équipage à hiverner dans un abri de fortune sur l'île Paulet. Larsen et Nordenskiöld se retrouvent enfin dans la baie Hope à la fin de l'année 1903. Ils sont secourus par la marine argentine à bord de la corvette ARA Uruguay, commandée par Julián Irízar, qui s'était lancée à leur recherche lorsque le navire Antarctic n'était pas revenu en Amérique du Sud où elle était attendue l'année précédente. Malgré cette fin malheureuse et les souffrances endurées, l'expédition est considérée comme un succès sur le plan scientifique, avec l'exploration de la côte est de la terre de Graham, dont cap Longing, l'île James Ross, le groupe des îles Joinville, et l'archipel Palmer. L'expédition, qui permit de rapporter de précieux spécimens géologiques et de la faune marine, a auréolé Nordenskjöld de gloire, mais son coût exorbitant l'a fortement endetté.

### Professorat
En 1905, il est engagé comme professeur de géographie et d'ethnographie à l'Université de Göteborg.

### Retour à l'exploration
Nordenskjold explore par la suite le Groenland en 1909 et retourne en Amérique du Sud pour explorer le Chili et le Pérou au début des années 1920. De nombreux éléments de ces expéditions sont exposés au muséum d'histoire naturelle de Lima.
Il meurt prématurément d'un accident de voiture le 2 juin 1928 à Göteborg.

## Postérité
Plusieurs lieux portent son nom :

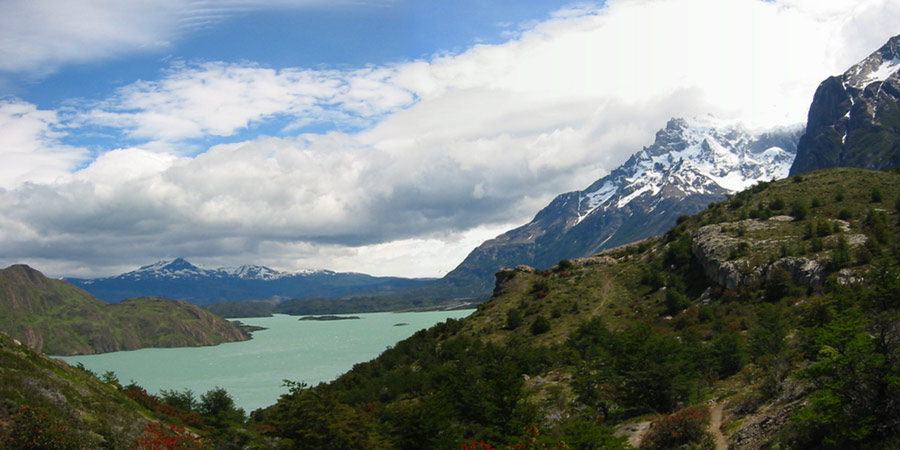
Le lac Nordenskjöld

- Lac Nordenskjöld, un lac de Patagonie au Chili
- Côte de Nordenskjöld
- Bassin de Nordenskjöld
- Langue de glace Nordenskjöld
- Glacier Nordenskjöld, un glacier de Géorgie du Sud
- Pic Nordenskjöld, un sommet de la chaîne d'Allardyce en Géorgie du Sud

Nordenskiöld a également étudié les effets de l'hiver sur le climat alpin, et ses résultats servent encore à déterminer une zone au climat polaire.